# Dipsastraea marshae
Dipsastraea marshae is een rifkoralensoort uit de familie Merulinidae. De wetenschappelijke naam van de soort is, als Favia marshae, voor het eerst geldig gepubliceerd in 2002 door John Edward Norwood Veron.